# Bozon
Bozón (v literaturi se pojavlja tudi izraz boson) je delec, ki tvori povsem simetrična sestavljena kvantna stanja. Zaradi tega velja zanj Bose-Einsteinova statistika. Po izreku o spinski statistiki imajo vsi bozoni celoštevilčni spin. Imenovani so po indijskem fiziku Satjendri Natu Boseju.
Vsi osnovni delci so bodisi bozoni, bodisi fermioni. V standardnem modelu so bozoni nosilci osnovnih interakcij.
Sestavljeni delci, kot npr. proton ali atomsko jedro, so lahko bodisi fermioni, bodisi bozoni, odvisno od njihovega skupnega spina. Mnoga jedra so tako bozoni. Paulijevo izključitveno načelo (posamezno kvantno stanje lahko naenkrat zaseda le en fermion), ki velja za fermione, za bozone ne velja, zato lahko ti zasedajo isto kvantno stanje - glede na to, da so vse stvari identične, tudi ga zasedejo. To pojasni sevanje črnega telesa in delovanje laserjev, lastnosti tekočega helija 4, superprevodnost, pa tudi Bose-Einsteinovo kondenzacijo, ki opisuje posebno agregatno stanje snovi.
Zgledi bozonov:
- fotoni,
- bozoni W in Z,
- gravitoni,
- tekoči helij,
- Cooprov par,
- fononi.